# Hana Mašková
Hana Mašková (26. září 1949 Praha – 31. března 1972 Vouvray, Francie) byla česká krasobruslařka a reprezentantka Československa.

## Kariéra
Stala se pětinásobnou mistryní Československa, mistryní Evropy v soutěži žen v roce 1968 ve švédském Västerås, dvojnásobnou vicemistryní Evropy (1967 a 1969) a dvojnásobnou bronzovou medailistkou na světových šampionátech (1967 a 1968). Již ve věku 14 let se zúčastnila Zimních olympijských her 1964, kde skončila na 15. místě. O čtyři roky později, na ZOH v Grenoblu, vybojovala v soutěži jednotlivkyň bronzovou medaili. Jejím trenérem byl v začátcích Karel Glogar, někdejší mistr republiky v párové jízdě, který kdysi trénoval Áju Vrzáňovou, po něm Jaroslav Sadílek, pod kterým Mašková získala první medaile. Posléze ji trénovala Míla Nováková.
Později jezdila v americké lední revue Holiday on Ice.
Spolu se sportovní gymnastkou Věrou Čáslavskou byla velkým ženským sportovním idolem konce šedesátých let 20. století.

## Tragická nehoda

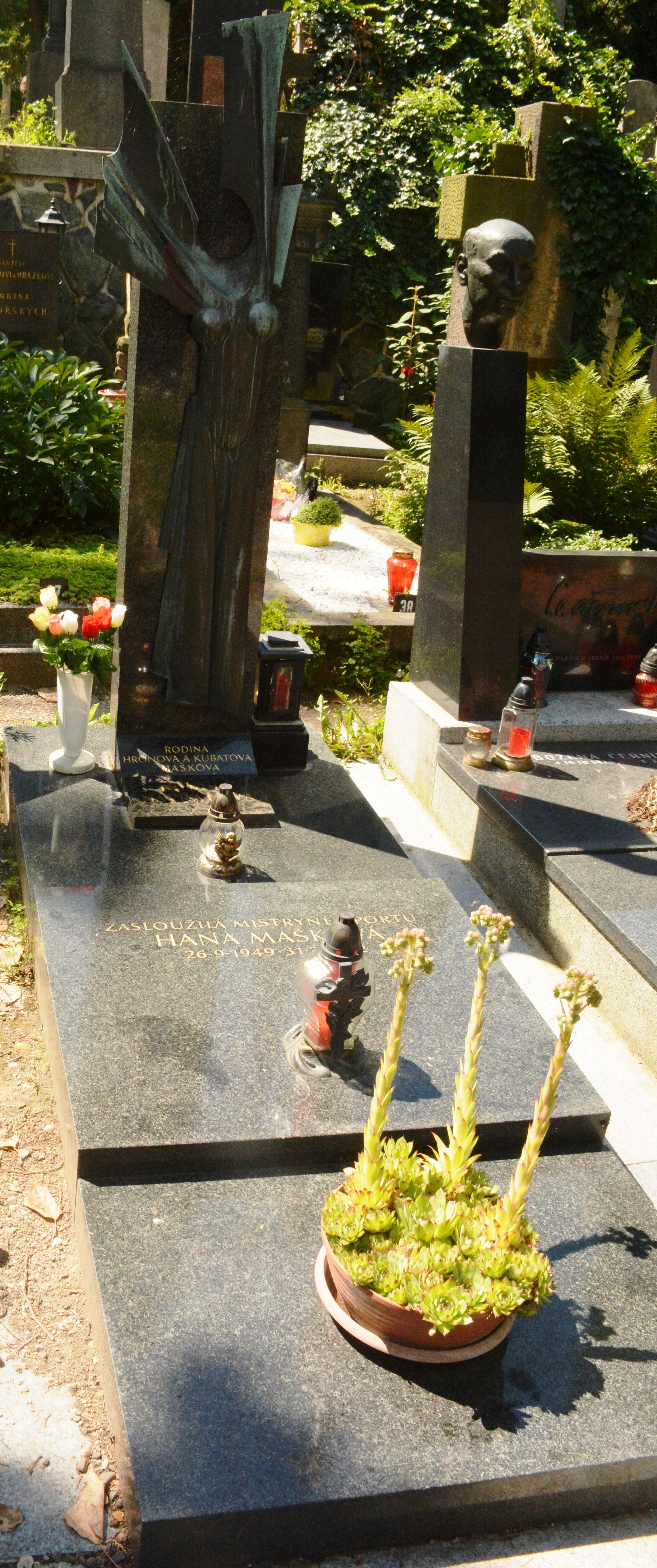
Hrob na Vyšehradském hřbitově v Praze

Její život předčasně ukončila tragická autonehoda ve francouzské obci Vouvray v roce 1972, kdy se s kolegyní z revue Květou Celfovou vracela autem z Paříže a jí řízený vůz za špatné viditelnosti v hustém dešti narazil do kamionu. Hana Mašková zahynula. Přežila Celfová, těžce zraněný byl francouzský stopař.
Je pohřbena v Praze na Vyšehradském hřbitově.